# Córsega

A Córsega (em corso, Corsica; em francês, Corse) é a quarta maior ilha do mar Mediterrâneo por extensão (depois da Sicília, Sardenha e Chipre) e a maior ilha da França. Localiza-se a oeste da Itália, na zona geográfica italiana, constituindo uma coletividade territorial única. É dividida em dois departamentos: Alta Córsega e Córsega do Sul. Separada da Sardenha por um curto trecho do Estreito de Bonifacio, emerge como uma enorme cadeia de montanhas rica em florestas do Mar Mediterrâneo, marcando a fronteira entre a parte ocidental do mar Tirreno e o mar Lígure. É universalmente conhecida como o berço de Napoleão Bonaparte (1769-1821), que nasceu em Ajaccio, um ano após a ilha ser ocupada pelo Reino da França. Também é o berço de Pascal Paoli (1725-1807), lutador e revolucionário corso.

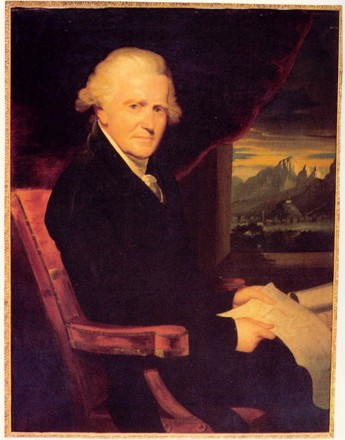
Pasquale Paoli: "Nós nascemos italianos pelo sentimento, mas, em primeiro lugar, nos sentimos italianos pelo idioma, pelas raízes, pelas tradições. Todos os italianos são irmãos para a História e para Deus... Como corsos, nós não queremos ser escravos, nem rebeldes e, como italianos, nós temos o direito de ser tratados como todos os outros irmãos italianos... Nós ganharemos ou nós morreremos (contra os franceses) com nossas armas em nossas mãos... A guerra contra a França há pouco é santa porque o nome de Deus é santo e justo. Aqui em nossas montanhas aparecerá para toda a Itália o sol da liberdade."

A sua capital e maior cidade é Ajaccio, que também é a capital da Córsega do Sul, enquanto Bastia, a segunda mais populosa cidade da ilha, é a capital da Alta Córsega. Outras localidades importantes são Porto-Vecchio, Borgo, Corte e Calvi. Seu ponto mais alto é o Monte Cinto, com 2.706 metros de altitude.
Com cerca de um terço do seu território protegido como parque nacional, e muito do belo litoral continuando imune do cimento que mudou grande parte da costa mediterrânica, a Córsega, quase despovoada (31 hab./km2), com base da sua economia em boa parte no turismo, pode praticamente duplicar a sua população no verão.
A relação não resolvida entre a Córsega e a França, que a governa há 240 anos, manifesta-se não só a partir do apego de seu povo às suas tradições e sua língua (u Corsu, "linguagem poderosa, e o mais italiano entre os dialetos da Itália", segundo Niccolò Tommaseo), mas por indicadores estatísticos que revelam a crise econômica e social (perene último colocado do país francês por nascimento e emprego) e por seus fortes impulsos de autonomia e independência, representados pelo nacionalismo corso, que colidem com a constituição francesa.

## História
A história da Córsega era italiana até o ano 1768, quando a França invadiu a ilha. O mais ilustre e conhecido habitante corso foi Napoleão Bonaparte, nascido em Ajaccio no ano de 1769. A casa onde nasceu está preservada e, na cidade, encontram-se várias referências à figura histórica, como praças e ruas. Apesar disso, o antigo imperador da França é menosprezado pelo seu próprio povo, que, historicamente, tem desejado uma maior autonomia ou mesmo a independência da ilha perante o domínio francês. O segundo homem importante de ilha é Pasquale Paoli, que representa a independência da Córsega.

Mapa cronológico mostrando o desenvolvimento da língua corsa (corsican)

## Geografia

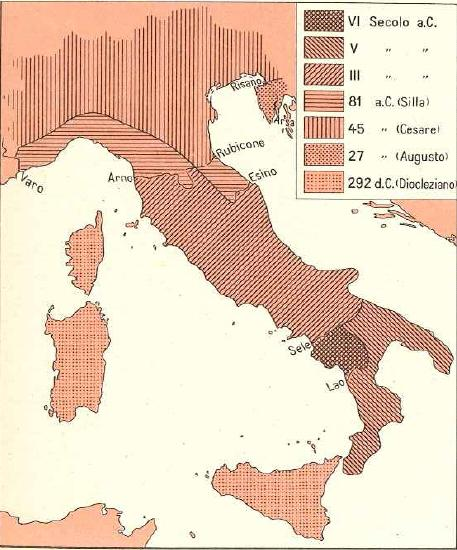
A Córsega na zona geográfica italiana

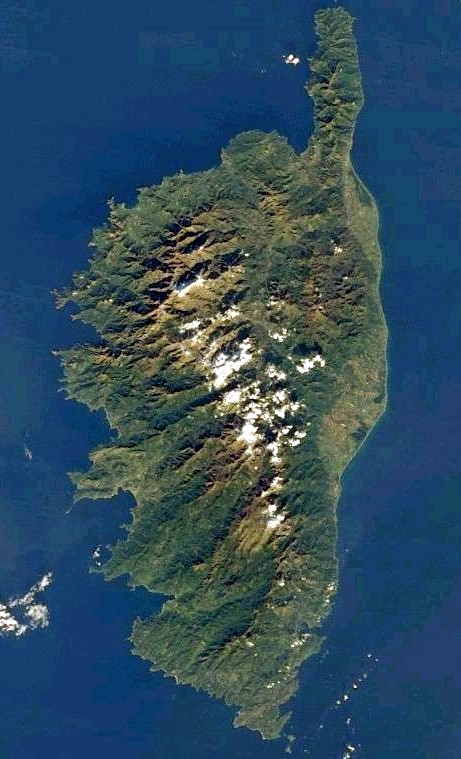
A Córsega vista do espaço, cortesia da NASA

Com 8.681 km² de área, a Córsega surge no mar Mediterrâneo logo ao norte da Sardenha na zona geográfica italiana.

De forma alongada nos meridianos, mede 183 km de Cabo Corso (Norte) até Capo Pertusato (Sul), enquanto a largura máxima é de 83 km. O perímetro é de mais de mil quilômetros, dos quais 300 constituídos por mais de 200 praias e o território é muito montanhoso, com o Monte Cinto sendo o pico mais alto, com 2.706 metros e outros 20 picos com mais de 2.000 metros de altitude.

## Cultura
A etnia corsa é geneticamente relacionada àquela genovesa devido à história de intenso escambo entre a ilha e a república marítima de Gênova.

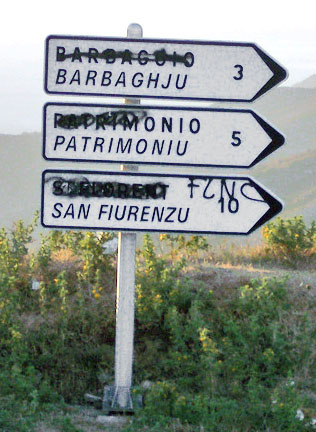
Sinalizações em francês e em corso

### Língua
Na Córsega, fala-se, ao lado da língua oficial francesa, a língua corsa, que se assemelha ao dialeto toscano, no qual se baseia a língua italiana, devido à histórica relação política, étnica, econômica e cultural com Pisa.

## Desporto
O futebol é muito popular e os principais clubes são o AC Ajaccio e o SC Bastia.

## Ver também

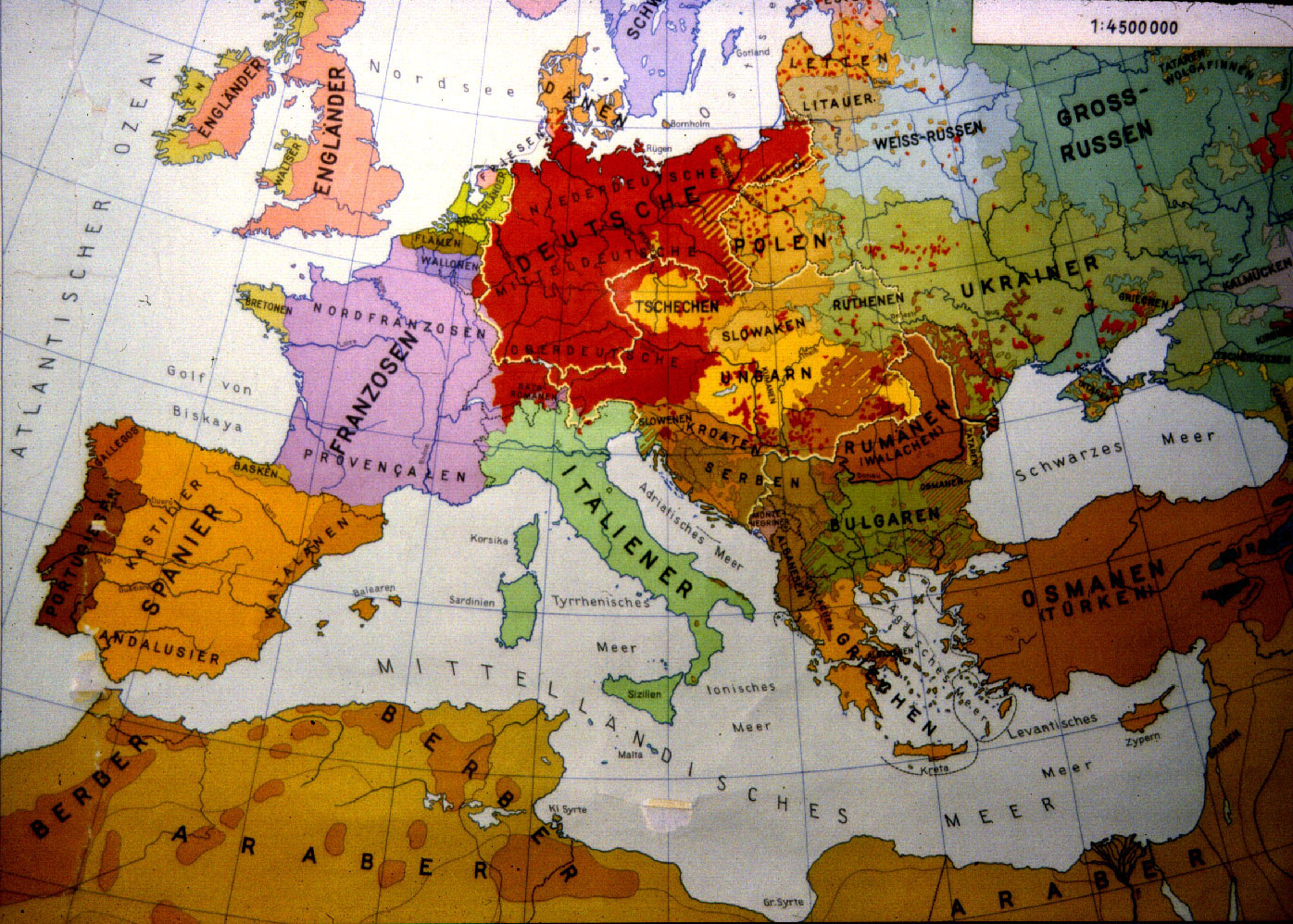
mapa étnico da Europa em 1914